# 新竹縣新豐鄉新豐國民小學
新竹縣新豐鄉新豐國民小學是位於台灣新竹縣新豐鄉的一所國民小學，創立於1918年，為新豐鄉歷史最為悠久的學校。

## 外部連結
- 新竹縣新豐鄉新豐國民小學 （页面存档备份，存于）